# Jigoku sensei Nūbē
Jigoku sensei Nūbē (地獄先生ぬ〜べ〜?) è un manga scritto da Makura Shō e illustrato da Takeshi Okano. La serie è stata serializzata dal 1993 al 1999 su Weekly Shōnen Jump e i capitoli sono stati raccolti in 31 volumi da Shūeisha. Un adattamento anime di 49 episodi, prodotto da Toei Animation e diretto da Yukio Kaizawa, è andato in onda su TV Asahi tra il 1996 e il 1997.

## Trama
Meisuke Nueno, conosciuto come Nube, è un normale uomo di 25 anni che lavora alla scuola elementare Domori. In realtà Nube è un esorcista che combatte grazie alla sua mano sinistra i demoni malvagi inviati dal regno delle tenebre e protegge Domori dai pericoli.

## Personaggi
Insegnanti
Meisuke Nueno (鵺野鳴介?, Nueno Meisuke) / Nube (ぬ〜べ〜?, Nube)
Doppiato da Ryōtarō Okiayu
Meglio noto come Nube, è un insegnante della scuola elementare Domori, a cui piace molto il suo lavoro e insegna tutte le sue esperienze ai suoi studenti della classe 5-3. È un uomo di carattere allegro e ozioso e non riscuote gran successo con le donne, ma nasconde un animo intrepido e protettivo, che mostra soprattutto nei confronti dei suoi studenti. Oltre ad essere un normale insegnante, infattu, è un esorcista che protegge la scuola dai malvagi yokai inviati dal regno delle tenebre grazie alla sua mano destra (che è quella di un demone), dalla quale attinge i suoi poteri. È fisicamente attratto dalla sua collega Ritsuko Takahashi, seppure con il tempo ricambierà i sentimenti di Yukime, fino a sposarla.
Ritsuko Takahashi (?, 高橋律子, Takahashi Ritsuko)
Doppiata da Michiko Neya
Ritsuko Takahashi è l'insegnante della classe 5-2, chiamata anche "madonna" per via del fatto che sia l'insegnante più bella della scuola e che non è sposata. Sempre seria con i suoi studenti perde il controllo spesso quando i demoni attaccano la Domori. Inizialmente non sopporta Nube per via del suo interesse per l'occulto, ma, dopo averlo visto lottare per proteggere i suoi studenti, inizierà a nutrire dei sentimenti per lui, seppure alla fine si farà da parte capendo che Nube è innamorato di Yukime.
Ishikawa (石川先生?)
Doppiato da Yoshiyuki Kouno
Ishikawa è un insegnante di quinto grado, ovvero simile a quelli della educazione fisica. Corre spesso per i corridoi e viene sgridato e raramente osserva i demoni e gli spiriti arrivati a Domori.
Allievi
Hiroshi Tateno (立野広?)
Uno degli studenti della classe 5-3, si trasferisce alla Domori nel primo capitolo. Inizialmente dubita dei poteri di Nube, ma dopo che questi lo salva, si ricrede. Si ritrova coinvolto più spesso di molti altri studenti nelle avventure di Nube ed è molto abile negli sport, soprattutto nel calcio. È innamorato della sua compagna di classe Kyoko Inaba.
Kyoko Inaba (稲葉郷子?)
Una studentessa della classe 5-3, molto amica di Hiroshi, il quale la prende spesso in giro sia per via del suo seno piccolo che dei suoi modi mascolini. È innamorata di lui, seppure anche lei tenda a malsopportare l'atteggiamento indolente del compagno. Al pari di Hiroshi, anche lei si ritrova coinvolta molto spesso negli assalti alla scuola da parte di yokai.
Altri personaggi
Yukime (ゆきめ/雪姫?)
Una yuki-onna, moglie di Nube. Si innamorò di Nube quando era bambina e lui la salvò da un cacciatore. Lei così gli promise che cinque anni dopo l'avrebbe raggiunto e i due sarebbero stati insieme per sempre. Inizialmente lei intende ucciderlo con i suoi poteri, ma poi si innamorerà veramente Nube, tentando di avvicinarlo in ogni modo. Seppure lui all'inizio non ricambi i suoi sentimenti, dopo aver rischiato di perderla, capirà di amarla così i due alla fine si sposeranno.
Tamamo (玉藻京介?, Tamamo Kyōsuke)
Uno youko, un tempo nemico di Nube e ora suo alleato e rivale. Inizialmente, si reca alla Domori come supplente intendendo uccidere Hiroshi per prendere il suo teschio e sostituirlo al suo oramai marcescente. Dopo che Nube lo sconfigge, tuttavia, abbandona l'impresa e decide di restare alla Domori per migliorare se stesso osservando quest'ultimo. Di tutti gli yokai affrontati da Nube, probabilmente è quello che lo ha messo in maggior difficoltà.

## Media

### Manga
Il manga è scritto e disegnato da Makura Sho ed è stato serializzato sulla rivista per manga shōnen Weekly Shōnen Jump di Shūeisha da settembre 1993 a maggio 1999. I capitoli della serie sono stati raccolti in 31 volumi pubblicati da Shūeisha sotto l'etichetta Jump Comics.

#### Volumi
| Nº | Giapponese 「Kanji」 - Rōmaji                                                             | Data di prima pubblicazione             | Data di prima pubblicazione |
| Nº | Giapponese 「Kanji」 - Rōmaji                                                             | Giapponese                              |                             |
| 1  | 「九十九の足の虫の巻」 - Tsukumo no Ashi no Mushi no Maki                                 | 11 gennaio 1994 ISBN 978-4-08-871456-1  |                             |
| 2  | 「妖狐•跳梁跋扈の巻」 - Yōko • Chōryō Batsuko no Maki                                     | 9 aprile 1994 ISBN 978-4-08-871457-8    |                             |
| 3  | 「真夜中の優等生の巻」 - Mayonaka no Yūtōrei no Maki                                      | 9 luglio 1994 ISBN 978-4-08-871458-5    |                             |
| 4  | 「恐怖の口裂け女の巻」 - Kyōfu no Kuchisake-onna no Maki                                  | 9 ottobre 1994 ISBN 978-4-08-871459-2   |                             |
| 5  | 「人食いモナリザの謎の巻」 - Hitokui Mona Liza no Nazo no Maki                            | 7 dicembre 1994 ISBN 978-4-08-871460-8  |                             |
| 6  | 「第４コースの幽霊の巻」 - Dai 4 Cōsu no Yūrei no Maki                                    | 8 febbraio 1995 ISBN 978-4-08-871526-1  |                             |
| 7  | 「幽体ひっぱりゲームの巻」 - Yūtai Hippari Gēmu no Maki                                   | 9 aprile 1995 ISBN 978-4-08-871527-8    |                             |
| 8  | 「雪女の季節の巻」 - Yukionna no Kisetsu no Maki                                          | 9 luglio 1995 ISBN 978-4-08-871528-5    |                             |
| 9  | 「妖怪歯黒べったりの巻」 - Yōkai Ohaguro Bettari no Maki                                  | 9 settembre 1995 ISBN 978-4-08-871529-2 |                             |
| 10 | 「時をかけるぬ～べ～の巻」 - Toki wo Kakeru Nūbē no Maki                                  | 7 novembre 1995 ISBN 978-4-08-871530-8  |                             |
| 11 | 「反魂の術の巻」 - Hankon no Jutsu no Maki                                                | 15 gennaio 1996 ISBN 978-4-08-872211-5  |                             |
| 12 | 「鬼の手の秘密の巻」 - Oni no Te no Himitsu no Maki                                       | 9 marzo 1996 ISBN 978-4-08-872212-2     |                             |
| 13 | 「木枯らしに消えた雪女の巻」 - Kogarashi ni Kieta Yukionna no Maki                        | 15 maggio 1996 ISBN 978-4-08-872213-9   |                             |
| 14 | 「謎の人体発火現象の巻」 - Nazo no Jintai Hatsuka Genshō no Maki                          | 9 luglio 1996 ISBN 978-4-08-872214-6    |                             |
| 15 | 「座敷童子の悲しき過去の巻」 - Zashiki Warashi no Kanashiki Kako no Maki                  | 9 settembre 1996 ISBN 978-4-08-872215-3 |                             |
| 16 | 「童守小 • 恋の大混戦！の巻」 - Dōmori Shō • Koi no Daikonran! no Maki                    | 6 novembre 1996 ISBN 978-4-08-872216-0  |                             |
| 17 | 「ぬ～べ～初めて海外旅行に行くの巻」 - Nūbē Hajimete Kōkai Ryokō ni Iku no Maki           | 30 dicembre 1996 ISBN 978-4-08-872217-7 |                             |
| 18 | 「ぬ～べ～•過去を知る男の巻」 - Nūbē • Kako wo Shiru Otoko no Maki                        | 9 marzo 1997 ISBN 978-4-08-872218-4     |                             |
| 19 | 「陽神七変化•あゆみちゃん大冒険の巻」 - Yōshin Shichi Henke • Ayumi-chan Daibōken no Maki | 6 maggio 1997 ISBN 978-4-08-872219-1    |                             |
| 20 | 「ぬ～べ～ゆきめ愛の最終決着！？の巻」 - Nūbē • Yukime Ai no Saishū Kecchaku!? no Maki    | 9 luglio 1997 ISBN 978-4-08-872220-7    |                             |
| 21 | 「超空間妖怪•野槌の巻」 - Chōkūkan Yōkai • Nozuchi no Maki                                | 9 settembre 1997 ISBN 978-4-08-872401-0 |                             |
| 22 | 「ぬ～べ～クラスの通信簿の巻」 - Nūbē Kurasu no Tūshinbo no Maki                          | 9 novembre 1997 ISBN 978-4-08-872402-7  |                             |
| 23 | 「壁の中に潜む者の巻」 - Kabe no Naka ni Hisomumono no Maki                               | 14 gennaio 1998 ISBN 978-4-08-872503-1  |                             |
| 24 | 「童守町最大の決戦の巻」 - Dōmori-cho Saidai no Kessen no Maki                            | 8 aprile 1998 ISBN 978-4-08-872540-6    |                             |
| 25 | 「白銀の大恋線！！の巻」 - Hakugin no Dairensen!! no Maki                                 | 9 giugno 1998 ISBN 978-4-08-872564-2    |                             |
| 26 | 「結成！！ 童守少年妖撃団の巻」 - Kessen!! Dōmori Shōnen Yōgekidan no Maki                | 7 settembre 1998 ISBN 978-4-08-872600-7 |                             |
| 27 | 「メリーサンの巻」 - Merī-san no Maki                                                     | 9 novembre 1998 ISBN 978-4-08-872625-0  |                             |
| 28 | 「死神の巻」 - Shinigami no Maki                                                          | 13 gennaio 1999 ISBN 978-4-08-872653-3  |                             |
| 29 | 「ぬ～べ～修業時代!?の巻」 - Nūbē Shūgyō Jidai!? no Maki                                  | 7 aprile 1999 ISBN 978-4-08-872695-3    |                             |
| 30 | 「バキ、復活！！の巻」 - Baki, Fukkatsu!! no Maki                                         | 8 giugno 1999 ISBN 978-4-08-872722-6    |                             |
| 31 | 「さよならぬ～べ～の巻」 - Sayonara Nūbē no Maki                                          | 3 settembre 1999 ISBN 978-4-08-872757-8 |                             |

### Anime

Nube (al centro) assieme alla sua classe

Una serie televisiva anime di 49 episodi, prodotta dallo studio Toei Animation e diretta dal regista Yukio Kaizawa, è andata in onda in Giappone dal 13 aprile 1996 al 28 giugno 1997 su TV Asahi.
| Nº | Giapponese 「Kanji」 - Rōmaji | In onda           | In onda |
| Nº | Giapponese 「Kanji」 - Rōmaji | Giapponese        |         |
| 1  | 「恐怖の新学期! 謎の鬼の手」 - Kyoufu no shingakuki! Nazo no oni no te                                                             | 13 aprile 1996    |         |
| 2  | 「トイレの花子さんが 出たぁ〜っ!」 - TOIRE no Hanako-san ga deta~!                                                                 | 20 aprile 1996    |         |
| 3  | 「うわさ話はやめられない! おしゃべり妖怪·恐怖の五枚舌」 - Uwasabanashi ha yamerarenai! Oshaberi youkai - kyoufu no go-mai shita!   | 27 aprile 1996    |         |
| 4  | 「使用禁止!? 河童の出る鉄棒」 - Shiyou kinshi!? Kappa no deru kanabou                                                              | 4 maggio 1996     |         |
| 5  | 「学校の七不思議 魔の13階段」 - Gakkou no shichi fushigi Ma no 13 kaidan                                                           | 11 maggio 1996    |         |
| 6  | 「ぬ〜べ〜死す!? 最強の敵[ライバル]·妖狐玉藻」 - Nu~be~ shisu!? Saikyou no teki [RAIBARU] - Youko Tamamo                           | 18 maggio 1996    |         |
| 7  | 「鬼の手VS火輪尾の術」 - Oni no te VS Hiwao no jutsu                                                                               | 25 maggio 1996    |         |
| 8  | 「鬼の手VS火輪尾の術」 - Oni no te VS Hiwao no jutsu                                                                               | 1º giugno 1996    |         |
| 9  | 「UFO襲来! 宇宙人童守町に現る」 - UFO shuurai! Uchuujin Warabemori machi ni arawasu                                                | 8 giugno 1996     |         |
| 10 | 「5年3組大パニック! 巨乳ろくろ首」 - 5 nen 3 gumi dai PANIKKU! Kyonyuu rokurokubi                                                  | 15 giugno 1996    |         |
| 11 | 「スクープ! ぬ〜べ〜が雪女と婚約!?」 - SUKU-PU! Nu~be~ ga yukionna to kon'yaku!?                                                   | 22 giugno 1996    |         |
| 12 | 「恐怖の遠足! 鬼門峠の謎」 - Kyoufu no ensoku! Kimon touge no nazo                                                                 | 29 giugno 1996    |         |
| 13 | 「教室が凶器に変身!? 妖刀はたもんばの呪い」 - Kyoushitsu ga kyouki ni henshin!? Youdou ha tamonba no noroi                         | 13 luglio 1996    |         |
| 14 | 「郷子が2人!? ドッペルゲンガーの恐怖」 - Kyouko ga 2 hito!? DOPPERUGENGA- no kyoufu                                                | 20 luglio 1996    |         |
| 15 | 「ゆきめリターンズ! 真夏の冷凍大作戦」 - Yukime RITA-NZU! Manatsu no reitou daisakusen                                             | 3 agosto 1996     |         |
| 16 | 「鬼の手使用不能!! 旧校舎の怪人」 - Oni no te shiyou funou!! Kyuukousha no kaijin                                                  | 10 agosto 1996    |         |
| 17 | 「プールサイドのロマンス...第4コースの幽霊」 - PU-RUSAIDO no ROMANSU...dai 4 KO-SU no yuurei                                       | 17 agosto 1996    |         |
| 18 | 「復活の妖狐[ライバル]·玉藻! 校庭に潜む巨大怪魚!!」 - Fukkatsu no Youko [RAIBARU] Tamamo! Koutei ni hisomu kyodai kaigyo!!         | 24 agosto 1996    |         |
| 19 | 「連続切り裂き魔! 最強ペア愛の大追跡!!」 - Renzoku kirisaki ma! Saikyou PEA ai no dai tsuiseki!!                                   | 7 settembre 1996  |         |
| 20 | 「過去へのタイムスリップ! 見たぞぬ〜べ〜の秘密!!」 - Kako e no TAIMU SURIPPU! Mita zo Nu~be~ no himitsu!!                          | 14 settembre 1996 |         |
| 21 | 「神との激突! 裁きを受けるのは俺だ!!」 - Kami to no gekitotsu! Sabaki o ukeru no wa ore da!!                                       | 12 ottobre 1996   |         |
| 22 | 「君のうしろに誰かいる! 恐怖の心霊写真!!」 - Kimi no ushiro ni dareka iru! Kyoufu no shinrei shashin!!                             | 19 ottobre 1996   |         |
| 23 | 「0時0分0秒の怪!? 合わせ鏡の七不思議」 - 0 ji 0 hun 0 byou no kai!? Awase kagami no shichi fushigi                                 | 26 ottobre 1996   |         |
| 24 | 「魔性のDカップ!! 愛のカラス伝説」 - Mashou no D KAPPU!! Ai no KARASU densetsu                                                     | 9 novembre 1996   |         |
| 25 | 「しあわせパニック! 涙に消えた座敷わらし」 - Shiawase PANIKKU! Namida ni kieta zashiki warashi                                     | 16 novembre 1996  |         |
| 26 | 「戦慄の2世誕生!! ママは妖怪、パパは先生!」 - Senritsu no 2 yo danjou! Mama wa youkai, papa wa sensei!                             | 30 novembre 1996  |         |
| 27 | 「コギャルの危険なアルバイト!? 霊獣を操る美少女いずな」 - KOGYARU no kiken na ARUBAITO!? Reijuu o ayatsuru bishōjo Izuna           | 7 dicembre 1996   |         |
| 28 | 「世にも奇妙なXマス...幸せのケサランパサラン」 - Yonimo kimyou na XMASU...Shiawase no KESARANPASARAN                               | 14 dicembre 1996  |         |
| 29 | 「妖怪オールスター総登場! 呪われた学園祭!!」 - Youkai O-RUSUTA- soutoujou! Norowareta gakuensai!!                                  | 11 gennaio 1997   |         |
| 30 | 「放課後の恐怖! 走る二宮金次郎像!!」 - Houkago no kyoufu! Hashiru Ninomiya Kinjirou zou!!                                          | 18 gennaio 1997   |         |
| 31 | 「誰にも言えない目玉の恐怖!! 天才バイオリニストの大罪」 - Dare nimo ienai medama no kyoufu!! Tensai BAIORINISUTO no daizai         | 25 gennaio 1997   |         |
| 32 | 「そして誰もいなくなる! 図書室の赤い怪少女!!」 - Soshite daremo inakunaru! Toshoshitu no akai kai shōjo!!                          | 2 febbraio 1997   |         |
| 33 | 「しょうけらが窓からのぞく! リツコ先生最大の危機!!」 - Shoukera ga mado kara no zoku! RITSUKO sensei saidai no kiki!!              | 8 febbraio 1997   |         |
| 34 | 「今明かされる禁断の過去! 鬼の手誕生の秘密!!」 - Ima akasareru kindan no kako! Oni no te danjou no himitsu!!                       | 15 febbraio 1997  |         |
| 35 | 「ダイダラボッチは私の虜! 美樹ちゃんのドリームタウン!!」 - DAIDARABOCCHI ha watashi no toriko! Miki-chan no DORI-MU TAUN!!         | 22 febbraio 1997  |         |
| 36 | 「真夜中の秘レッスン! 音楽室の危険な誘惑!!」 - Mayonaka no himitsu RESSUN! Ongakushitsu no kiken na yuuwaku!!                      | 1º marzo 1997     |         |
| 37 | 「20年前の忘れ物!? 血に染まった予言ノート!!」 - 20 nen mae no wasuremono!? Chi ni somatta yogen NO-TO!!                            | 8 marzo 1997      |         |
| 38 | 「エッ! ライバルが初デート? ゆきめの熱くて長い一日!!」 - E! RAIBARU ga hatsu DE-TO? Yukime no atsukute nagai ichinichi!!           | 15 marzo 1997     |         |
| 39 | 「死の底からの復讐! 出るか? 鬼と妖狐の合体奥義!!」 - Shi no soko kara no fukushuu! Deru ka? Oni to Youko no gattai ougi!!          | 22 marzo 1997     |         |
| 40 | 「セーラー服が燃えちゃう! 隠しきれない、いずなのハート!!」 - SE-RA- fuku ga moechau! Kakushikirenai, Izuna no HA-TO!!              | 19 aprile 1997    |         |
| 41 | 「トモダチニナリタイ...謎の同級生、戦慄の正体!!」 - TOMODACHI NI NARITAI...Nazo no doukyuusei, senritsu no shoutai!!               | 26 aprile 1997    |         |
| 42 | 「母ちゃんは4歳児!? 嵐を呼ぶ前世の記憶!!」 - Haha-chan wa 4-sai ko!? Arashi o yobu zense no kioku!!                                | 23 maggio 1997    |         |
| 43 | 「ゆきめ死す!! 愛は雪の結晶と消えて...」 - Yukime shisu!! Ai wa yuki no kesshou to kiete...                                        | 10 maggio 1997    |         |
| 44 | 「子どもは見ちゃダメ!! 禁断の怪談·百物語」 - Kodomo wa micha DAME!! Kindan no kaidan: hyaku monogatari                             | 17 maggio 1997    |         |
| 45 | 「夢? 幻? 復活のゆきめ 恋人よ、なぜ俺の命を狙う!!」 - Yume? Maboroshi? Fukkatsu no Yukime koibito yo, naze ore no inochi o nerau!! | 31 maggio 1997    |         |
| 46 | 「狙われたヒロインたち! ドキドキおふろパニック!!」 - Nerawareta HIROIN-tachi! DOKIDOKI ofuro PANIKKU!!                             | 7 giugno 1997     |         |
| 47 | 「最強! 最大! 最後の敵 その名は...貧乏神!!」 - Saikyou! Saidai! Saigo no teki Sono na wa...binboukami!!                            | 14 giugno 1997    |         |
| 48 | 「夢をいつまでも!! 大好きな僕らのぬ〜べ〜!」 - Yume o itsumademo!! Daisuki na bokura no Nu~be~!                                    | 21 giugno 1997    |         |
| 49 | 「完全保存版!! 地獄先生ぬ〜べ〜超百科」 - Kanpeki hozon han!! Jigoku Sensei Nu~be~ chouhyakka                                      | 28 giugno 1997    |         |

#### Colonna sonora
Sigla di apertura
- Baribari Saikyou No. 1 dei Feel So Bad

Sigle di chiusura
- Mienai Chikara ~Invisible One~ dei B'z (ep. 1-29)
- Spirit di Pamelah (ep. 30-47)
- Baribari Saikyou No. 1 (ep. 48)

Nel luglio 2024 è stato annunciato un nuovo adattamento animato. Viene prodotto da Studio Kai e diretto da Yasuyuki Ōishi, con Yoshiki Ōkusa che si occupa della composizione della serie, Yū Yoshiyama che disegna i personaggi ed Evan Call che compone la musica. La serie, in onda in due corsi divisi, è stata presentata in anteprima con il primo corso il 2 luglio 2025, mentre il secondo corso andrà in onda nel gennaio 2026. La sigla di apertura è "P0WER-AkuryoTaisan-" (P0WER-悪霊退散-), eseguita da Shintenchi Kaibyaku Shudan: Zigzag, mentre la sigla di chiusura è "Sunflower" (ひまわり, Himawari), eseguita invece da Chilli Beans.

### OAV
Una serie OAV di 3 episodi sempre prodotta da Toei Animation e diretta da Yukio Kaizawa, è stata pubblicata in Giappone in home video dal 12 giugno 1998 al 14 maggio 1999.
| Nº | Giapponese 「Kanji」 - Rōmaji                                              | Prima edizione | Prima edizione |
| Nº | Giapponese 「Kanji」 - Rōmaji                                              | Giapponese     |                |
| 1  | 「決戦！陽神の術VS壁男」 - Kessen! Yōjin no jutsu VS kabeo                 | 12 giugno 1998 |                |
| 2  | 「なぞなぞ七不思議・ブキミちゃん」 - Nazonazo nana fushigi BUKIMI chan     | 10 luglio 1998 |                |
| 3  | 「史上最大の激戦！絶鬼来襲！！」 - Shijō saidai no gekisen! Zekki raishū!! | 14 maggio 1999 |                |

#### Colonna sonora
Sigla di apertura
- News na Gakkou di Sigetaka Takayama & Himawari Kids

Sigla di chiusura
- Hurt dei CASH

### Videogiochi
Nel 1997 fu pubblicata una visual novel per PlayStation. Nube e Yukime sono presenti come personaggi di supporto nel titolo di riunione delle star della rivista Weekly Shōnen Jump per Nintendo DS, Jump Ultimate Stars assieme a Hiroshi e Kyoko, i quali forniranno aiuto. Il protagonista è poi riapparso anche come giocabile in J-Stars Victory Vs.

## Dorama

### Cast
- Ryuhei Maruyama - Nueno Meisuke (Nube)
- Kirato Wakayama - Nueno Meisuke da bambino
- Mirei Kiritani - Takahashi Ritsuko
- Mokomichi Hayami - Tamamo Kyosuke
- Hideki Takahashi - Mugen Kaishiku
- Mizuki Yamamoto - Hazuki Izuna
- Kang Ji-young - Yukime

#### Classe 2-3
- Taishi Nakagawa - Tateno Hiroshi
- Airi Matsui - Inaba Kyoko
- Ryō Yoshizawa - Kimura Katsuya
- Yūri Chinen - Kurita Makoto
- Kezuki Shimizu - Yamaguchi Akira
- Gaku Sano Gaku - Shirato Shuichi
- Yurika Nakamura - Kinoshita Ayumi
- Sara Takatsuki - Kikuchi Shizuka
- Hinako Sano - Hosokawa Miki
- Kaho Mizutani (水 谷 果 穂) - Nakajima Noriko

#### Star ospiti
- Ai Uchida - Satomi (ep. 1)
- Ryōsuke Yamada - Zekki (ep. 9)
- Hiroki Sana